# دن نورسک کردیت‌بنک
دن نورسک کردیت‌بنک (انگلیسی: Den norske Creditbank) شرکت خدمات مالی و بانکداری نروژی است، که در سال ۱۸۵۷ تأسیس شد.